# ایمپریال اویل

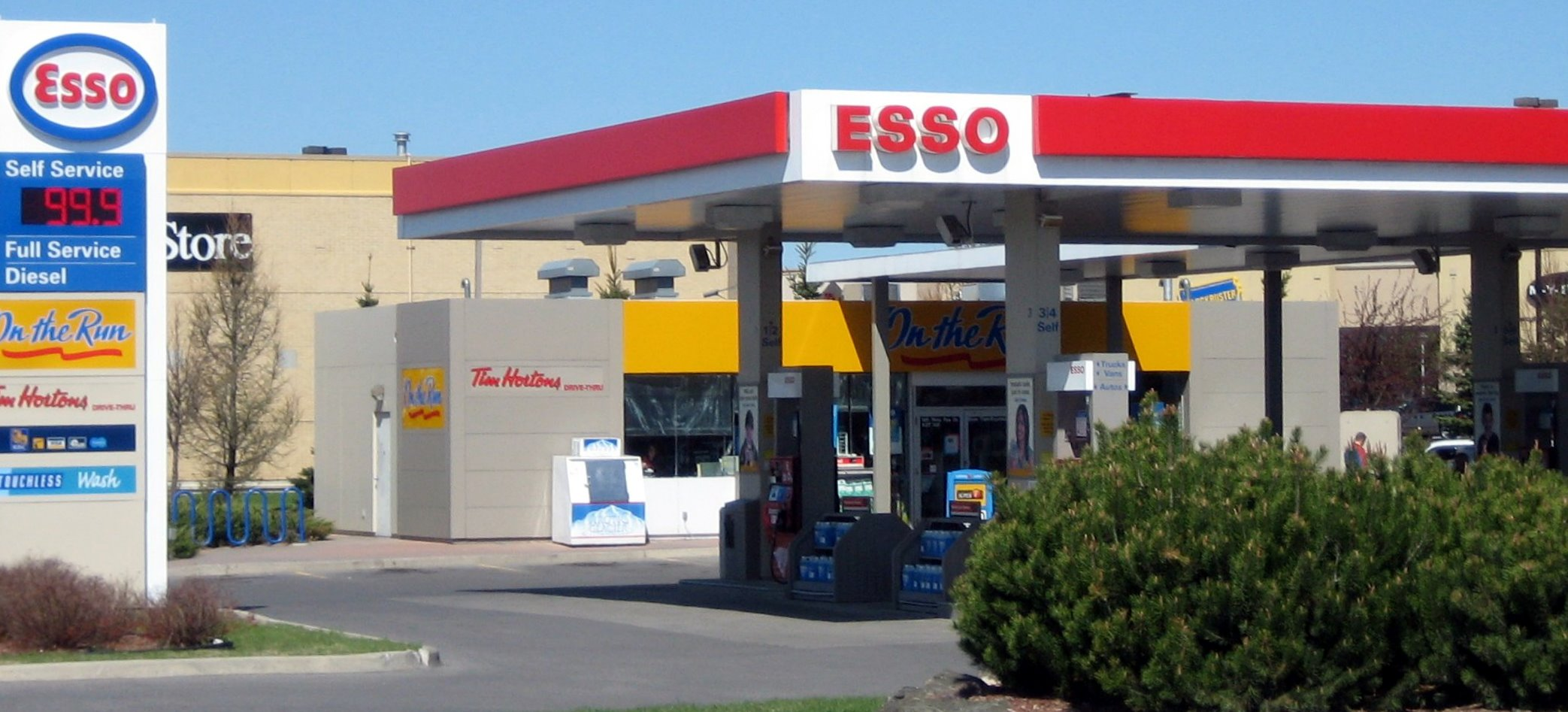
جایگاه پمپ بنزین اسو متعلق به ایمپریال اویل واقع در شهر کانتانا، انتاریو

ایمپریال اویل (به انگلیسی: Imperial Oil) شرکت نفتی کانادایی-آمریکایی است، که دفتر مرکزی آن در شهر کالگری مستقر می‌باشد. 
شرکت ایمپریال اویل دومین شرکت بزرگ نفتی از نظر ارزش بازار در کشور کانادا است. فعالیت‌های این شرکت در زمینه اکتشاف، تولید و فروش نفت خام و گاز طبیعی معطوف می‌باشد. اکثریت سهام شرکت ایمپریال در اختیار شرکت اکسون‌موبیل است.

## تاریخچه
ایمپریال اویل در سال ۱۸۸۰ در لندن، انتاریو کانادا تأسیس شد. سپس دفتر مرکری آن به شهر تورنتو، اونتاریو منتقل شد و تا ماه اوت سال ۲۰۰۵ در این شهر باقی‌ماند. در حال حاضر ساختمان مرکزی ایمپریال اویل، در کالگری، آلبرتا قرار دارد، در حالیکه دفاتر اصلی این شرکت همچنان در شهرهای تورنتو و مونترال مستقر می‌باشند. 
در سال ۱۹۸۹ ایمپریال اویل، شرکت تکزاکو کانادا را خریداری نمود، سپس تمامی دارایی‌های این شرکت را با ایمپریال ادغام کرد. 
ایمپریال اویل توسط شرکت اکسون موبیل مدیریت می‌شود، که مالک ۶۹ درصد از سهام این شرکت می‌باشد. شرکت ایمپریال مالک ۲۵٪ از سهام شرکت نفتی سینکرود کانادا است. سینکرود بزرگترین تولید کننده نفت خام ترکیبی در جهان می‌باشد. جایگاه‌های پمپ بنزین ایمپریال اویل در کانادا تحت نام تجاری اسو ESSO همچنین نام تجاری آن دِ ران On the Run فعالیت می‌نمایند. 

## فعالیت‌ها
ایمپریال اویل یکی از تولید کنندگان گاز طبیعی در کانادا و بزرگترین پالایشگر این کشور می‌باشد. این شرکت در زمینه بازاریابی و فروش فراورده‌های نفتی فعالیت می‌کند. ایمپریال اویل همچنین دارای کارخانجات پتروشیمی در کشور کانادا است. بیشترین فعالیت‌های تولیدی ایمپریال اویل در مخازن نفت و گاز آلبرتا و منابع بخش شمال غربی کانادا متمرکز می‌باشد. 